# Cabane de Valsorey
La Cabane de Valsorey (3.030 m s.l.m.) è un rifugio alpino delle Alpi Pennine che si trova nel Canton Vallese (Svizzera).

## Caratteristiche ed informazioni
Il rifugio è collocato in una valle laterale della Val d'Entremont ed ai piedi del Grand Combin de Valsorey.
Si trova lungo l'Haute Route, percorso alpinistico che collega Chamonix con Zermatt.

## Accessi
Da Bourg-Saint-Pierre il rifugio è raggiungibile in quattro/cinque ore.
Dal paese si può salire ancora in automobile per la prima parte della Valsorey. Lasciata l'automobile ci si incammina per stradina seguendo le indicazioni per il rifugio e per la Cabane du Vélan. La stradina diventa ben presto sentiero e risale lentamente la vallata. Ad un pianoro il sentiero si divide ed a destra conduce alla Cabane du Vélan mentre a sinistra ci si inerpica sul fianco della montagna per raggiungere la Cabane de Valsorey. Per superare una balza si può continuare sul sentiero segnalato in bianco e rosso oppure si può seguire una traccia segnalata in bianco e blu che per salire una cengia è attrezzata con catene e con scale.

## Ascensioni
- Grand Combin de Valsorey - 4.184 m
- Combin du Meitin - 3.622 m

## Traversate
- Bivacco Biagio Musso - 3.664 m
- Rifugio Franco Chiarella all'Amianthé - 2.979 m
- Cabane de Panossière - 2.645 m
- Cabane du Vélan - 2.642 m
- Cabane de Chanrion - 2.462 m